# Bloedbad van Banda
Het bloedbad van Banda was de ontvolking van het Banda-eiland Lontor (heden Banda Besar) in 1621 door gouverneur-generaal Jan Pieterszoon Coen van de VOC als onderdeel van de Nederlandse verovering van de Banda-eilanden. 
Coen oordeelde dat de Engelse bemoeienis en inheemse weerstand tegen de Nederlandse commerciële suprematie van nootmuskaat in de Bandanese archipel voor eens en altijd verpletterd diende te worden. Daarom schreef hij op 16 oktober 1620 een brief naar de Heren XVII waarin hij verklaarde: 'Om hierin naar behoren te voorzien is het nodig dat Banda opnieuw overmeesterd en met andere mensen bevolkt gaat worden.' Zoals voorgesteld instrueerden de Heren XVII hem om de Bandanezen te onderwerpen en hun leiders uit het land te verdrijven.

## Invasie

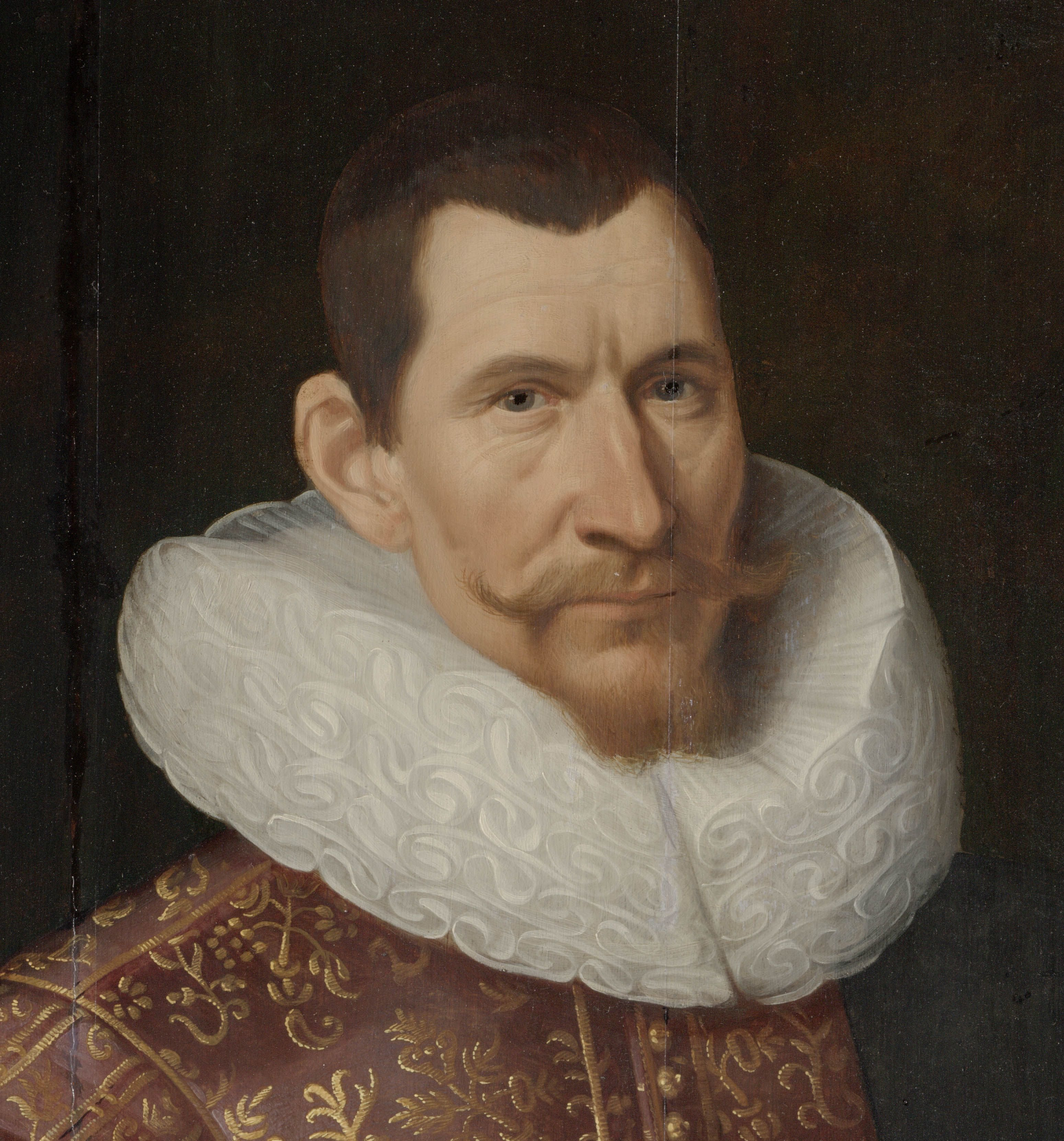
Jan Pieterszoon Coen

De VOC-vloot van Batavia vertrok aan het eind van 1620 met 13 schepen en meer dan 1500 soldaten. Hij kwam eerst aan op Ambon, waar hij versterkt werd door extra soldaten en boten voordat hij verder ging naar Banda. De vloot bestond toen uit 19 schepen, 1655 Europese soldaten en 286 Aziatische hulptroepen onder het persoonlijk bevel van Jan Pieterszoon Coen. Op 21 februari 1621 arriveerde de vloot bij Fort Nassau op Banda Neira, waar het aangevuld werd door het 250 man sterke garnizoen en 36 inheemse boten.
Nadat hij zonder succes op de eilanden Run en Ai had geprobeerd om Engelsen te rekruteren, zond Coen verkenners naar de kustlijn van Lontor (heden Banda Besar), het grootste eiland van Banda. De verkenningsmissie duurde twee dagen; tijdens de missie kwamen sommige VOC-boten onder kanonsvuur van de inheemse verdedigers. De verkenners ontdekten versterkte posities aan de zuidkust en op de heuvels, maar konden nergens een geschikt bruggenhoofd vinden voor een amfibische aanval. Op 7 maart landde er een VOC-verkenningseenheid op het eiland, maar deze werd aangevallen en teruggedreven nadat zij een dode en vier gewonden leed.
Op 11 maart beval Coen een beslissende aanval. Hij verdeelde zijn strijdkrachten in verschillende groepen die meerdere punten op het eiland tegelijk binnenvielen. De indringers namen in korte tijd strategische punten in en tegen het einde van de dag de noordelijke laaglanden en de zuidelijke voorgebergten. De verdedigers en lokale bevolking vluchtten naar de heuvels in het midden van het eiland, achtervolgd door de Nederlanders. Aan het einde van 12 maart hadden de Nederlanders het hele eiland bezet, waarbij ze 6 doden en 27 gewonden opliepen.

## Tijdelijke vrede
Na dit aanvankelijke Nederlandse succes wenste de Lontorese aristocratie (de orang kaya) vrede. Ze boden Coen geschenken aan en accepteerden alle eisen van de VOC. Ze zegden toe om hun wapens over te geven, hun vestingen te ontmantelen en gijzelaars over te dragen. Ze aanvaardden de soevereiniteit van de VOC, de bouw van een aantal VOC-forten op het eiland, beloofden een deel van hun oogst af te dragen en de rest uitsluitend aan de VOC te verkopen voor een vaste prijs. In ruil hiervoor zegden de Nederlanders de Lontorezen toe dat ze persoonlijke vrijheid, autonomie en het recht om de islam te blijven belijden zouden krijgen.

## Hervatting van de vijandelijkheden

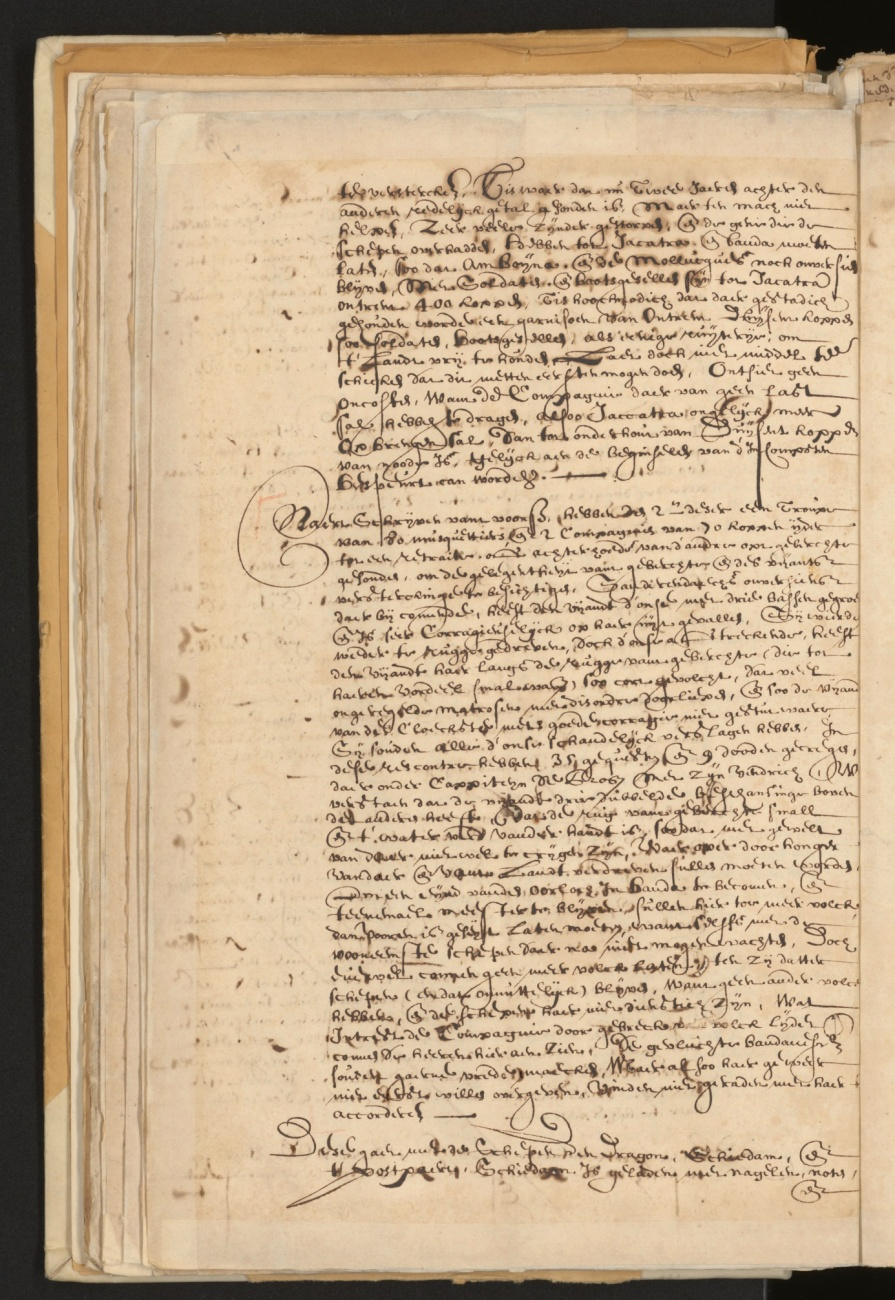
"De gevluchte Bandanezen zouden graag vrede sluiten, maar omdat zij hun wapens niet eerst willen overgeven, vinden wij het niet geraden met hen een verdrag te sluiten," schrijft Coen op 6 mei 1621 in een verslag.

Terwijl de orang kaya en de VOC vrede sloten, vluchtten de meeste eilanders naar de heuvels en begonnen schermutselingen met de Nederlanders uit te voeren. Coen reageerde hierop door dorpen plat te branden en de inwoners te dwingen om voor de VOC te werken.
Op 21 april dwongen de Nederlanders door middel van marteling de orang kaya om bekentenissen af te leggen dat zij hadden samengezworen tegen de Nederlanders. Coen wist ten minste 789 orang kaya en hun familieleden gevangen te nemen en liet hen naar Batavia deporteren, waar sommigen slaaf werden gemaakt. Op grond van de beschuldigingen dat zij verdragen hadden geschonden en een samenzwering hadden gesmeed, werden 44 orang kaya ter dood veroordeeld en op 8 mei door Japanse huurlingen onthoofd. De executies slaagden er echter niet in om het inheemse verzet te smoren, dus Coen beval zijn troepen om het eiland schoon te vegen en alle dorpen te verwoesten om de bevolking tot overgave te dwingen.
De daaropvolgende maanden waren de Nederlanders en Lontorezen in een verwoede strijd verwikkeld. Vele inheemsen die de verwoesting door de Nederlanders zagen, besloten liever te sterven van de honger of door van de rotsen te springen dan zich over te geven.

## Slachtoffers
Volgens Coen stierven er "ongeveer 2500" inwoners "door honger en ellende of het zwaard", "een goed stel vrouwen en kinderen" werden gevangengenomen en hooguit 300 wisten te ontsnappen. Straver (2018) concludeerde dat de Lontorese bevolking ongeveer 4500 à 5000 mensen zou hebben geteld, waarvan er 50 tot 100 tijdens de gevechten sneuvelden, 1700 tot slaaf werden gemaakt en 2500 omkwamen door honger en ziekte, terwijl een onbekend aantal inheemsen vanaf de rotsen hun dood tegemoet sprong. Enkele honderden ontsnapten naar naburige eilanden zoals de Kei-eilanden en Oost-Seram, hun regionale handelspartners, die de overlevenden verwelkomden.

## Historische onderzoeken

### Primaire bronnen
Voor de (re)constructie van de gebeurtenissen zijn historici afhankelijk van een aantal primaire bronnen waarvan het auteurschap en de datering niet altijd duidelijk is. Kiers (1943) verdeelde de 'voornaamste' bronnen over Coens activiteiten op Banda in tien categorieën:
1. De 39 Resolutiën van de vergaderingen die de verschillende militaire en civiele bestuursorganen van de VOC tussen 28 februari en 12 mei 1621 hielden op admiraalschip "Nieuw Hollandia" of de Banda-eilanden tijdens Coens verblijf.[14] Deze Resolutiën werden door Herman Theodoor Colenbrander in 1921 uitgegeven in deel III (p. 684–720) van zijn collectie Jan Pietersz. Coen: bescheiden omtrent zijn bedrijf in Indië (kortweg Bescheiden).[14][15]
2. Twee brieven van Coen van 6 mei 1621 en 16 november 1621 (Bescheiden I, p. 625–679), waarin summiere verslagen van de gebeurtenissen staan.[16]
3. Conqueste van het eiland Banda en in wat maniere het selvige is verovert anno 1621[15] (door Van Pagee (2021) afgekort als "De Conqueste van Banda"[17]), een anoniem (scheeps)journaal.[16] In het Algemeen Rijksarchief werd dit aangetroffen in het Tweede boek van de overgekomen Brieven en Papieren in het jaar 1922 (boek V).[16] P.A. Leupe gaf het journaal in 1854 opnieuw uit, maar er zijn significante verschillen tussen Leupes versie en die van het Rijksarchief, waardoor Kiers (1943) zich afvroeg of Leupe (die de herkomst niet vermeldde) wellicht een afwijkende kopie als bron had gebruikt.[16] Het bevat onder meer een ooggetuigenverslag van de executie van de orang kaya op 8 mei 1621.[17] De auteur van de Conqueste is onbekend en werd daarom door Van der Chijs (1880) "Anonimus" genoemd.[16] Colenbrander schreef dit verslag toe aan Nicolaes van Waert,[16][17] die in maart 1621 was aangesteld als 'sergeant onder de compagnie van kapitein Jan van Gorcum' en in mei als 'luitenant van de tingans'.[17]
4. Sententie van 8 mei 1621, ook aangetroffen in het Tweede boek en opnieuw uitgegeven in Bescheiden VI (p. 262), bevat het doodsvonnis van de 44 orang kaya.[18]
5. De beschryvinghe van de eylanden Banda is een rapport dat vrijwel zeker is geschreven door Aart Gijsels, gouverneur van Ambon (1631–1635).[19][20] Volgens Kiers (1943) was het rapport mogelijk gedeeltelijk vóór en gedeeltelijk na 1635 geschreven; het getal van 15.000 inwoners is pas het bloedbad van Banda ingevuld.[18][20]
6. Verhael van eenige oorlogen van Indien, geschreven in 1622 door dezelfde Aart Gijsels, bewaard in het Archief van Hilten en opnieuw gepubliceerd in 1871.[21]
7. Journaal van Jacob van Heemskerck, heruitgegeven in Deel II van JKJ de Jonges Opkomst van het Nederlandsch gezag in Oost-Indië (1864).[22]
8. Documenten voor de geschiedenis der Nederlanders in het Oosten, gepubliceerd door Pieter Anton Tiele (1883).[22]
9. Begin ende voortgangh van de Vereenighde Nederlantsche Geoctroyeerde Oost-Indische Compagnie Delen I en II (1646) door Isaac Commelin.[22]
10. 8 brieven geschreven door verschillende VOC-lieden aan Coen of de Heeren XVII, gedateerd tussen 4 mei 1620 en 29 juli 1621.[22]

### Beoordelingen van tijdgenoten en historici
Sommige van deze bronnen geven aan dat tijdgenoten van Coen verontwaardigd waren over sommige gebeurtenissen, met name de executie van de 44 orang kaya van 8 mei 1621. Zo schreef de anonieme ooggetuige van De Conqueste van Banda dat na afloop van de executie "eenieder verbaasd terugkeerde naar zijn kwartier geen behagen hebbende in zulke koophandel". Ook de Heeren XVII schreven dat ze hadden gehoopt dat de zaak met 'gematigder middelen' had kunnen worden beslist dan deze gruwelijke executie.
Landsarchivaris en mede-directeur van het Koninklijk Bataviaasch Genootschap van Kunsten en Wetenschappen J.A. van der Chijs (1880, 1886) vroeg zich af of dit doodsvonnis wel rechtvaardig zou zijn geweest volgens de destijds geldende normen of dat het een schijnproces betrof. Kiers (1943) kwam in zijn dissertatie tot de conclusie dat de executie van de Badanese opperhoofden dan wel gruwelijk was geweest, maar toch rechtvaardig. Zijn promotor Carel Gerretson (schrijvend onder zijn pseudoniem "Geerten Gossaert") haalde Kiers' onderzoek vervolgens aan om te pleiten voor 'Coens eerherstel'. Moderne Coen-critici haalden volgens Van Pagee (2021) nog steeds vaak de eigentijdse tegenstanders van Coen en 19e-eeuwse geschiedschrijvers zoals Van der Chijs aan om de rechtmatigheid van de executie in vraag te stellen, maar misten daarmee volgens haar het veel bredere verhaal over de duizenden andere Bandanezen die zijn vermoord, omgekomen, tot slaaf gemaakt of verdreven tijdens het Bloedbad van Banda in 1621 en de gewelddadige VOC-verovering van de archipel sinds 1609 in het algemeen. Met deze mensenrechtenschendingen leken noch de Heeren XVII noch getuigen zoals de auteur van De Conqueste veel moeite te hebben gehad, laat staan dat ze antikoloniaal zouden zijn geweest.
Hoewel Gijsels in Verhael van eenige oorlogen schreef dat 'door d'onse te rigoreus geprocedeert is int ombrenghen vande principale hoofdden vant landt', omschreef hij daarvoor dat de Bandanezen 'eenen schelmsen hoop' waren die hun contracten met de Nederlanders verbraken, al meerdere keren groepen Portugezen hadden vermoord en dat zij als "Mooren" intolerant zouden zijn ten opzichte van christenen. Daarom meende Gijsels dat de verovering van de Banda-eilanden een 'nootwendige oorloge' was en dat de VOC 'genootsaeckt' was om de overlevenden naar Java te deporteren zodat de Bandanezen 'souden konnen sien dat wij heerschappije ouer 't landt hadden'. Ook Gijsels droomde ervan dat het monopolie op nootmuskaat en foelie de VOC "een goudt-mijn" zou opleveren, omdat 'geen natie een noot off blat foly sal konnen bekomen, als alleenlicken vuyt onsen handen, soo dat deselue sullen konnen stellen, soo daer in Indien als hier, tot sulcken prijs als wij willen, daer bij off te meeten is, hoedanich de proffijten sullen weesen.' Verder overwoog hij of het een goed idee zou zijn om het eiland Pulau Run (Pouwloron) ook met geweld in te nemen en de inwoners te verdrijven, omdat 'het vuyttermaten quade schelmen sijn...'. Kiers concludeerde daarom dat Giesels hoofdzakelijk hetzelfde beleid voorstond en alleen maar kritisch was op Coens executie van de orang kaya; zelfs dat commentaar kwam misschien ten dele voort uit jaloezie, omdat Coen zijn concurrent binnen de VOC was.